# Wyszcza liha (2006/2007)
Wyszcza liha w piłce nożnej 2006/2007 – XVI edycja najwyższych w hierarchii rozgrywek ligowych ukraińskiej klubowej piłki nożnej. Sezon rozpoczął się 21 lipca 2006, a zakończył się 17 czerwca 2007.

## Drużyny
Zespoły występujące w Wyszczej Lidze 2006/2007
- Arsenał Kijów
- Czornomoreć Odessa
- Dnipro Dniepropetrowsk
- Dynamo Kijów
- FK Charków
- Illicziweć Mariupol
- Karpaty Lwów
- Krywbas Krzywy Róg
- Metalist Charków
- Metałurh Donieck
- Metałurh Zaporoże
- Stal Ałczewsk
- Szachtar Donieck
- Tawrija Symferopol
- Worskła Połtawa
- Zoria Ługańsk

Uwagi
- – zespoły, które awansowały z Pierwszej ligi edycji 2005/06.

## Stadiony
| Lp. | Klub                   | Miasto          | Stadion                 | Pojemność |
| --- | ---------------------- | --------------- | ----------------------- | --------- |
| 1   | Arsenał Kijów          | Kijów           | NSK Olimpijski          | 83 450    |
| 2   | Czornomoreć Odessa     | Odessa          | Stadion Czornomoreć     | 34 362    |
| 3   | Dnipro Dniepropetrowsk | Dniepropetrowsk | Stadion Dnipro Meteor   | 24 381    |
| 4   | Dynamo Kijów           | Kijów           | Stadion Dynamo          | 16 873    |
| 5   | FK Charków             | Charków         | Stadion Metalist        | 43 000    |
| 6   | Illicziweć Mariupol    | Mariupol        | Stadion Illicziweć      | 12 680    |
| 7   | Karpaty Lwów           | Lwów            | Stadion Ukraina         | 28 051    |
| 8   | Krywbas Krzywy Róg     | Krzywy Róg      | Stadion Metałurh        | 29 782    |
| 9   | Metalist Charków       | Charków         | Stadion Metalist        | 43 000    |
| 10  | Metałurh Donieck       | Donieck         | Stadion Metałurh        | 5 094     |
| 11  | Metałurh Zaporoże      | Zaporoże        | Stadion Sławutycz Arena | 11 883    |
| 12  | Stal Ałczewsk          | Ałczewsk        | Stadion Stal            | 9 200     |
| 13  | Szachtar Donieck       | Donieck         | Stadion Szachtar        | 31 718    |
| 14  | Tawrija Symferopol     | Symferopol      | Stadion Łokomotyw       | 20 000    |
| 15  | Worskła Połtawa        | Połtawa         | Stadion Worskła         | 24 795    |
| 16  | Zoria Ługańsk          | Ługańsk         | Stadion Awanhard        | 23 243    |

## Końcowa tabela
| #  | Klub                   | M  | Z  | R  | P  | Gole  | Pkt |
| 1  | Dynamo Kijów           | 30 | 22 | 8  | 0  | 67-23 | 74  |
| 2  | Szachtar Donieck       | 30 | 19 | 6  | 5  | 57-20 | 63  |
| 3  | Metalist Charków       | 30 | 18 | 7  | 5  | 40-20 | 61  |
| 4  | Dnipro Dniepropetrowsk | 30 | 11 | 14 | 5  | 32-24 | 47  |
| 5  | Tawrija Symferopol     | 30 | 12 | 6  | 12 | 32-30 | 42  |
| 6  | Czornomoreć Odessa     | 30 | 11 | 8  | 11 | 36-33 | 41  |
| 7  | Metałurh Zaporoże      | 30 | 10 | 10 | 10 | 25-32 | 40  |
| 8  | Karpaty Lwów           | 30 | 9  | 10 | 11 | 26-32 | 37  |
| 9  | Metałurh Donieck       | 30 | 9  | 9  | 12 | 26-35 | 36  |
| 10 | Krywbas Krzywy Róg     | 30 | 7  | 14 | 9  | 29-36 | 35  |
| 11 | Zoria Ługańsk          | 30 | 9  | 7  | 14 | 23-43 | 34  |
| 12 | FK Charków             | 30 | 9  | 8  | 13 | 26-38 | 33  |
| 13 | Worskła Połtawa        | 30 | 7  | 10 | 13 | 23-28 | 31  |
| 14 | Arsenał Kijów          | 30 | 7  | 9  | 14 | 28-44 | 30  |
| 15 | Ilicziweć Mariupol     | 30 | 6  | 7  | 17 | 23-39 | 25  |
| 16 | Stal Ałczewsk          | 30 | 5  | 6  | 19 | 22-38 | 21  |

Legenda:
|  | - Liga Mistrzów UEFA |
|  | - Puchar UEFA        |
|  | - Puchar Intertoto   |
|  | - spadek             |

## Najlepsi strzelcy
| # | Strzelec            | Drużyna                | Mecze | Bramki(karne) |
| - | ------------------- | ---------------------- | ----- | ------------- |
| 1 | Ołeksandr Hładky    | FK Charków             | 29    | 13 (3)        |
| 2 | Wasil Gigiadze      | Krywbas Krzywy Róg     | 27    | 11 (4)        |
| 3 | Siarhiej Karnilenka | Dnipro Dniepropetrowsk | 26    | 10            |
| 3 | Batista             | Karpaty Lwów           | 26    | 10 (2)        |
| 3 | Serhij Nazarenko    | Dnipro Dniepropetrowsk | 28    | 10 (2)        |
| 6 | Brandão             | Szachtar Donieck       | 20    | 9 (1)         |
| 6 | Maksim Shatskix     | Dynamo Kijów           | 29    | 9             |
| 8 | Kléber              | Dynamo Kijów           | 15    | 8             |
| 8 | Diogo Rincón        | Dynamo Kijów           | 16    | 8 (2)         |
| 8 | Wołodymyr Homeniuk  | Tawrija Symferopol     | 26    | 8             |
| 8 | Serhij Danyłowski   | Czornomoreć Odessa     | 28    | 8             |

## Medaliści
(liczba meczów i goli w nawiasach)
| 1. Dynamo Kijów |
| Bramkarzy: Ołeksandr Szowkowski (24 / -19), Ołeksandr Rybka (4 / -3), Taras Łucenko (2 / -1). Obrońcy: Andrij Nesmaczny (21 / 3), Rodrigo (20 / 6), Marjan Marković (20), Władysław Waszczuk (13), Goran Gavrančić (11 / 1), Badr El Kaddouri (10 / 1), Goran Sablić (6 / 1), Kachaber Aladaszwili (2), Dawit Imedaszwili (2), Ołeh Dopiłka (1), Andriej Jeszczenko (1). Pomocnicy: Ołeh Husiew (26 / 4), Carlos Corrêa (24 / 5), Taras Mychałyk (23 / 2), Ayila Yussuf (21 / 2), Diogo Rincón (16 / 8), Rusłan Rotań (12 / 1), Walancin Bialkiewicz (11 / 1), Tiberiu Ghioane (11 / 1), Florin Cernat (11), Witalij Mandziuk (9), Ołeksandr Alijew (3), Witalij Fedoriw (1 / 1), Wadym Milko (1), Mykoła Moroziuk (1). Napastnicy: Maksim Shatskix (29 / 9), Serhij Rebrow (17 / 6), Kléber (15 / 8), Artem Miłewski (14 / 5), Miloš Ninković (5), Balázs Farkas (4), Demba Touré (4), Otar Marcwaladze (2), Denys Olijnyk (2), Artem Kraweć (1), Wołodymyr Łysenko (1). Trener: Anatolij Demjanenko. Odeszli w sezonie: Rodolfo (9 / 1) (Lokomotiw Moskwa), Māris Verpakovskis (6 / 1) (Getafe CF). |
| 2. Szachtar Donieck |
| Bramkarzy: Bohdan Szust (14 / -8), Dmytro Szutkow (8 / -5), Jurij Wirt (2 / -3), Ołeksandr Kupalny (1 / -2). Obrońcy: Mariusz Lewandowski (18 / 4), Dmytro Czyhrynski (17), Tomáš Hübschman (17), Ołeksandr Kuczer (14), Răzvan Raț (14), Wjaczesław Szewczuk (14), Dmytro Antoniuk (1), Ołeh Karamuszka (1), Maksym Kowalow (1). Pomocnicy: Fernandinho (25 / 1), Darijo Srna (20 / 3), Igor Duljaj (20 / 1), Ołeksij Haj (18 / 1), Francelino Matuzalém (16 / 7), Zvonimir Vukić (13 / 2), Elano (11 / 5), Maksym Trusewycz (2), Denys Kożanow (1), Stanisław Mykycej (1), Ihor Oszczypko (1), Płaton Swyrydow (1), Wadym Szawrin (1), Andrij Szybko (1). Napastnicy: Ciprian Marica (23 / 6), Jádson (22 / 3), Ołeksij Bielik (21 / 7), Brandão (20 / 9), Andrij Worobiej (16 / 2), Luiz Adriano (5), Ołeksij Polanski (5), Serhij Szewczuk (1). Trener: Mircea Lucescu. Odeszli w sezonie: Anatolij Tymoszczuk (15 / 1) (Zenit Petersburg), Leonardo (10) (Santos FC), Julius Aghahowa (9 / 3) (Wigan), Serhij Tkaczenko (5) (Czornomoreć Odessa), Emmanuel Okoduwa (3) (Metałurh Donieck), Wiaczesław Swiderski (3) (Czornomoreć Odessa), Stipe Pletikosa (3 / -1) (Spartak Moskwa), Jan Laštůvka (2 / -1) (Fulham F.C.), Flavius Stoican (0) (Metalist Charków). |
| 3. Metalist Charków |
| Bramkarzy: Ołeksandr Horiainow (29 / -20). Obrońcy: Milan Obradović (27), Ołeksandr Babycz (25 / 4), Seweryn Gancarczyk (25 / 2), Papa Gueye (24 / 1), Wałentyn Slusar (23 / 3), Andrij Chomyn (13). Pomocnicy: Alaksandr Daniłau (29 / 3), Vitalie Bordian (28), Marko Dević (27 / 4), Ołeksandr Rykun (26 / 7), Serhij Walajew (23 / 1), Anatolij Didenko (21 / 3), Onyekachi Nwoha (9), Ołeksij Olijnyk (3), Serhij Kostiuk (2), Serhij Baryłko (1), Flavius Stoican (1), Roman Switłyczny (1). Napastnicy: Rusłan Fomin (25 / 5), Serhij Dawydow (15 / 1), Ołeksij Antonow (8 / 4). Trener: Myron Markewicz. Odeszli w sezonie: Siarhiej Kuzniacou (16 / 1) (Tawrija Symferopol), Miljan Mrdaković (2) (Maccabi Tel Awiw). |

Uwaga: Piłkarze oznaczone kursywą występowali również na innych pozycjach.